# Lumbrineris
Genre
Lumbrineris est un genre de vers annélides polychètes marins de la famille des Lumbrineridae.

## Liste d'espèces
Selon ITIS :
- Lumbrineris aberrans Day, 1963
- Lumbrineris acicularum Webster & Benedict, 1887
- Lumbrineris acuta (Verrill, 1875)
- Lumbrineris agastos Fauchald, 1974
- Lumbrineris alata Hartman, 1951
- Lumbrineris albidentata (Ehlers, 1908)
- Lumbrineris aniara Fauchald, 1974
- Lumbrineris bassi Hartman, 1944
- Lumbrineris bicirrata Treadwell, 1929
- Lumbrineris bidens (Ehlers, 1887)
- Lumbrineris bifurcata (McIntosh, 1885)
- Lumbrineris branchiata Treadwell, 1921
- Lumbrineris brevicirra (Schmarda, 1861)
- Lumbrineris brevipes (McIntosh, 1903)
- Lumbrineris californiensis Hartman, 1944
- Lumbrineris candida Treadwell, 1921
- Lumbrineris cedroensis Fauchald, 1970
- Lumbrineris cervicalis Treadwell, 1922
- Lumbrineris cluthensis Clark, 1953
- Lumbrineris coccinea (Renier, 1804)
- Lumbrineris crassicephala Hartman, 1965
- Lumbrineris crassidentata Fauchald, 1970
- Lumbrineris cruzensis Hartman, 1944
- Lumbrineris dentata Hartmann-Schroeder, 1965
- Lumbrineris erecta (Moore, 1904)
- Lumbrineris ernesti Perkins, 1979
- Lumbrineris eugeniae Fauchald, 1970
- Lumbrineris fragilis (O. F. Müller, 1776)
- Lumbrineris funchalensis (Kinberg, 1865)
- Lumbrineris gracilis (Ehlers, 1868)
- Lumbrineris hebes Verrill, 1880
- Lumbrineris heteropoda (Marenzeller, 1879)
- Lumbrineris hibernica (McIntosh, 1903)
- Lumbrineris impatiens (Claparède, 1868)
- Lumbrineris index Moore, 1911
- Lumbrineris inflata Moore, 1911
- Lumbrineris januarii (Grube, 1879)
- Lumbrineris japonica (Marenzeller, 1879)
- Lumbrineris labrofimbriata (Saint-Joseph, 1888)
- Lumbrineris lagunae Fauchald, 1970
- Lumbrineris latreilli Audouin & Milne-Edwards, 1834
- Lumbrineris ligulata Berkeley & Berkeley, 1941
- Lumbrineris limicola Hartman, 1944
- Lumbrineris longensis Hartman, 1960
- Lumbrineris luti Berkeley & Berkeley, 1945
- Lumbrineris magalhaensis (Kinberg, 1865)
- Lumbrineris minima Hartman, 1944
- Lumbrineris minuscula Moore, 1911
- Lumbrineris minuta (Théel, 1879)
- Lumbrineris monroi Fauchald, 1970
- Lumbrineris moorei Hartman, 1942
- Lumbrineris nuchalis Treadwell, 1921
- Lumbrineris pallida Hartman, 1944
- Lumbrineris paradoxa Saint-Joseph, 1888
- Lumbrineris parvapedata (Treadwell, 1901)
- Lumbrineris penascensis Fauchald, 1970
- Lumbrineris platylobata Fauchald, 1970
- Lumbrineris platypygos Fauchald, 1970
- Lumbrineris sarsi (Kinberg, 1865)
- Lumbrineris scopa Fauchald, 1974
- Lumbrineris similabris Treadwell, 1926
- Lumbrineris simplicis Hartman, 1959
- Lumbrineris sphaerocephala (Schmarda, 1861)
- Lumbrineris tenuis (Verrill, 1873)
- Lumbrineris testudinum (Augener, 1922)
- Lumbrineris tetraura (Schmarda, 1861)
- Lumbrineris verrilli Perkins, 1979
- Lumbrineris zonata (Johnson, 1901)

Selon WRMS :
- Lumbrineris aberrans Day, 1963
- Lumbrineris abyssalis Imajima & Higuchi, 1975
- Lumbrineris abyssicola Uschakov, 1950
- Lumbrineris abyssorum McIntosh, 1885
- Lumbrineris acicularum Webster & Benedict, 1887
- Lumbrineris acutiformis Gallardo, 1968
- Lumbrineris acutifrons McIntosh, 1903
- Lumbrineris adriatica Fauvel, 1940
- Lumbrineris africana Augener, 1918
- Lumbrineris agastos (Fauchald, 1974)
- Lumbrineris albidendata (Ehlers, 1908)
- Lumbrineris albidentata Ehleers, 1908
- Lumbrineris albifrons Crossland, 1924
- Lumbrineris amboinensis Grube, 1877
- Lumbrineris aniara (Fauchald, 1974)
- Lumbrineris annulata Hartmann-SchrÃ¶der, 1960
- Lumbrineris aotearoae Knox & Green, 1972
- Lumbrineris aphanophthalmus (Schmarda, 1861)
- Lumbrineris araukensis Hartmann-SchrÃ¶der, 1962
- Lumbrineris ater Bidenkap, 1907
- Lumbrineris atlantica Kinberg, 1865
- Lumbrineris bassi Hartman, 1944
- Lumbrineris bidens Ehlers, 1887
- Lumbrineris bifilaris Ehlers, 1901
- Lumbrineris bifurcata McIntosh, 1885
- Lumbrineris bilabiata Misra, 1999
- Lumbrineris bilabiata Treadwell, 1901
- Lumbrineris bipapillifera Kirkegaard, 1988
- Lumbrineris bistriata Levenstein, 1961
- Lumbrineris biuncinata Hartmann-SchrÃ¶der, 1960
- Lumbrineris branchiata Treadwell, 1921
- Lumbrineris brasiliensis Grube, 1857
- Lumbrineris brevicirra (Schmarda, 1861)
- Lumbrineris caledonica Pruvot, 1930
- Lumbrineris californiensis Hartman, 1944
- Lumbrineris candida Treadwell, 1921
- Lumbrineris capensis
- Lumbrineris carpinei Ramos, 1976
- Lumbrineris caudaensis Gallardo, 1968
- Lumbrineris cavifrons Grube, 1866
- Lumbrineris cedroensis Fauchald, 1970
- Lumbrineris chilensis Kinberg, 1865
- Lumbrineris cingulata Ehlers, 1897
- Lumbrineris cluthensis Clark, 1953
- Lumbrineris coccinea (Renier, 1804)
- Lumbrineris composita Hartmann-SchrÃ¶der, 1965
- Lumbrineris contorta Quatrefages, 1866
- Lumbrineris crassicephala Hartman, 1965
- Lumbrineris crassidentata Fauchald, 1970
- Lumbrineris crosnieri Carrera-Parra, 2006
- Lumbrineris crosslandi Perkins, 1979
- Lumbrineris cruzensis Hartman, 1944
- Lumbrineris debilis Grube, 1878
- Lumbrineris dentata Hartmann-SchrÃ¶der, 1965
- Lumbrineris descendens (Chamberlin, 1919)
- Lumbrineris duebeni Kinberg, 1865
- Lumbrineris ebranchiata (Pallas, 1788)
- Lumbrineris ehlersii McIntosh, 1885
- Lumbrineris erecta Moore, 1904
- Lumbrineris ernesti Perkins, 1979
- Lumbrineris eugeniae Fauchald, 1970
- Lumbrineris ezoensis Uchida, 1968
- Lumbrineris fallax Quatrefages, 1866
- Lumbrineris fauchaldi Blake, 1972
- Lumbrineris flabellicola Fage, 1936
- Lumbrineris floridana
- Lumbrineris fragilis (O.F. MÃ¼ller, 1766)
- Lumbrineris frauenfeldi Grube, 1868
- Lumbrineris funchalensis (Kinberg, 1865)
- Lumbrineris galatheae Knox & Green, 1972
- Lumbrineris gasconiensis
- Lumbrineris gracilis Ehlers, 1868
- Lumbrineris grandis Treadwell, 1906
- Lumbrineris gulielmi Benham, 1915
- Lumbrineris hartmani Day, 1953
- Lumbrineris hebes Verrill, 1880
- Lumbrineris hemprichii Grube, 1870
- Lumbrineris heterochaeta (Schmarda, 1861)
- Lumbrineris heteropoda
- Lumbrineris hibernica McIntosh, 1903
- Lumbrineris higuchiae Carrera-Parra, 2006
- Lumbrineris homodentata Hartmann-SchrÃ¶der, 1965
- Lumbrineris humilis Quatrefages, 1866
- Lumbrineris imajimai Carrera-Parra, 2006
- Lumbrineris impatiens ClaparÃ¨de, 1868
- Lumbrineris index Moore, 1911
- Lumbrineris indica Kinberg, 1865
- Lumbrineris inflata Moore, 1911
- Lumbrineris janeirensis Augener, 1934
- Lumbrineris januarii Grube, 1878
- Lumbrineris japonica (Marenzeller, 1879)
- Lumbrineris japonica Marenzeller, 1879
- Lumbrineris kerguelensis Grube, 1878
- Lumbrineris knipovichana Orenzanz, 1973
- Lumbrineris knoxi Carrera-Parra, 2006
- Lumbrineris labrofimbriata Saint-Joseph, 1888
- Lumbrineris latreilli Audouin & Milne Edwards, 1834
- Lumbrineris laubieri
- Lumbrineris levinseni Bidenkap in Nordgaard, 1907
- Lumbrineris ligulata Berkeley & Berkeley, 1941
- Lumbrineris limbata Hartmann-SchrÃ¶der, 1965
- Lumbrineris limicola Hartman, 1944
- Lumbrineris lobata Hartmann-SchrÃ¶der, 1960
- Lumbrineris longensis Hartman, 1960
- Lumbrineris longifolia Imajima & Higuchi, 1975
- Lumbrineris longipodiata Cantone, 1990
- Lumbrineris lucida Grube, 1877
- Lumbrineris luti Berkeley & Berkeley, 1945
- Lumbrineris lynnei Knox, 1951
- Lumbrineris macquariensis Benham, 1921
- Lumbrineris maculata Treadwell, 1901
- Lumbrineris magalhaensis Kinberg, 1865
- Lumbrineris magnanuchalata Hartmann-SchrÃ¶der, 1959
- Lumbrineris magnidentata Winsnes, 1981
- Lumbrineris malaysiae Rullier, 1969
- Lumbrineris mando Crossland, 1924
- Lumbrineris maxillosa Ehlers, 1918
- Lumbrineris meteorana Augener, 1931
- Lumbrineris minima Hartman, 1944
- Lumbrineris minuscula Moore, 1911
- Lumbrineris minuta
- Lumbrineris mirabilis Kinberg, 1865
- Lumbrineris mixochaeta Oug, 1998
- Lumbrineris monroi Fauchald, 1970
- Lumbrineris moorei Hartman, 1942
- Lumbrineris mucronata Ehlers, 1908
- Lumbrineris mustaquimi Carrera-Parra, 2006
- Lumbrineris nagae Gallardo, 1968
- Lumbrineris neozealaniae McIntosh, 1885
- Lumbrineris nipponica Imajima & Higuchi, 1975
- Lumbrineris nishii Carrera-Parra, 2006
- Lumbrineris nonatoi Ramos, 1976
- Lumbrineris nuchalis Treadwell, 1921
- Lumbrineris obscura Quatrefages, 1866
- Lumbrineris obtusa Kinberg, 1865
- Lumbrineris oceanica Kinberg, 1865
- Lumbrineris ocellata Grube, 1878
- Lumbrineris oculata Ehlers, 1908
- Lumbrineris orensanzi Hartmann-SchrÃ¶der, 1980
- Lumbrineris oxychaeta Gravier, 1900
- Lumbrineris pallasii Blainville, 1828
- Lumbrineris pallida Hartman, 1944
- Lumbrineris papillifera Fauvel, 1918
- Lumbrineris parvapedata Treadwell, 1901
- Lumbrineris patagonica Hartmann-SchrÃ¶der, 1962
- Lumbrineris paucidentata Treadwell, 1921
- Lumbrineris pectinifera Quatrefages, 1843
- Lumbrineris penascensis Fauchald, 1970
- Lumbrineris perkinsi Carrera-Parra, 2001
- Lumbrineris platylobata Fauchald, 1970
- Lumbrineris platypygos Fauchald, 1970
- Lumbrineris polydesma Southern, 1921
- Lumbrineris pseudobifilaris Fauvel, 1932
- Lumbrineris pseudofragilis Amoureux, 1977
- Lumbrineris pseudo-fragilis
- Lumbrineris pseudopolydesma Pillai, 1961
- Lumbrineris pterignatha Gallardo, 1968
- Lumbrineris punctata McIntosh, 1885
- Lumbrineris quasibifilaris Monro, 1937
- Lumbrineris quinquedentata Kinberg, 1865
- Lumbrineris reunionensis Carrera-Parra, 2006
- Lumbrineris robusta Ehlers, 1887
- Lumbrineris rovignensis Fauvel, 1940
- Lumbrineris salazari Carrera-Parra, 2001
- Lumbrineris sarsi Kinberg, 1865
- Lumbrineris scopa Fauchald, 1974
- Lumbrineris setosa Hartmann-SchrÃ¶der, 1987
- Lumbrineris shiinoi Gallardo, 1968
- Lumbrineris similabris Treadwell, 1926
- Lumbrineris simplex Southern, 1921
- Lumbrineris simplicis Hartman, 1959
- Lumbrineris sphaerocephala (Schmarda, 1861)
- Lumbrineris splendida Blainville, 1828
- Lumbrineris striata Hartmann-SchrÃ¶der, 1962
- Lumbrineris testudinum Augener, 1922
- Lumbrineris tetraura (Schmarda, 1861)
- Lumbrineris treadwelli Hartman, 1956
- Lumbrineris trigonocephala (Schmarda, 1861)
- Lumbrineris uncinigera Hartmann-SchrÃ¶der, 1959
- Lumbrineris vanhoeffeni Michaelsen, 1898
- Lumbrineris variegatus Bidenkap, 1895
- Lumbrineris verrilli Perkins, 1979
- Lumbrineris versicolor (Gmelin in Linnaeus, 1788)
- Lumbrineris vincentis Grube, 1878
- Lumbrineris virgini Kinberg, 1865
- Lumbrineris zatsepini Averincev, 1989
- Lumbrineris zonata Johnson, 1901